# Vixen (film)
Pour les articles homonymes, voir Vixen.
Pour plus de détails, voir Fiche technique et Distribution.
Vixen est un film américain de Russ Meyer réalisé en 1968.

## Synopsis
Vixen, une femme de petite vertu, vit dans le bush du Nord-Ouest canadien avec son mari aviateur, Tom. Quand Tom est absent à cause de son travail, ou simplement quand il a le dos tourné, Vixen le trompe avec différents partenaires.
Un jeune couple de touristes, Dave et Janet, demande l'hospitalité à Tom. Vixen essaie de les séduire tous les deux. D'abord elle s'en prend à Dave, avec qui elle fait l'amour dans la rivière proche, puis c'est au tour de Janet, qui accepte de faire l'amour avec elle après avoir trop bu. Insatiable, Vixen ira jusqu'à avoir un rapport sexuel avec son propre frère, Judd. En revanche, elle éprouve une profonde aversion pour Niles, un ami de Judd, celui-ci étant noir et Vixen étant ouvertement raciste.
Après le départ de Dave et Janet, un Écossais au premier abord inoffensif nommé O'Bannion vient demander à Tom de l'emmener aux États-Unis en avion. Tom accepte, mais O'Bannion ne tarde pas à révéler à Niles ses véritables intentions : il compte prendre Tom en otage pour le forcer à l'emmener à Cuba, pays qu'il voit comme une sorte de paradis communiste. Prosélyte, il incite Niles à venir le suivre dans ce pays, en avançant que les Noirs y sont plus respectés qu'aux États-Unis ou au Canada. Déçu par le monde dit « démocratique », Niles accepte.
Niles et O'Bannion partent donc dans l'avion piloté par Tom, qui croit s'en être allé pour un banal trajet vers les États-Unis. Voulant accompagner son mari, Vixen est également du voyage. Au cours du trajet, O'Bannion sort son revolver et oblige Tom à les emmener à Cuba. Niles remarque bientôt le caractère contradictoire du discours idéologique d'O'Bannion et en vient à la conclusion que le régime communiste ne vaut pas mieux que le régime démocratique ; il abandonne ainsi le projet d'aller à Cuba. L'Écossais est finalement désarmé et tout rentre dans l'ordre.

## Fiche technique
- Réalisation et production : Russ Meyer
- Scénario : Robert Rudelson, d'après une histoire de Russ Meyer et Anthony James Ryan
- Montage : Richard S. Brummer et Russ Meyer
- Chef d'orchestre : Igo Kantor
- Distribution : Eve Productions
- Langue : anglais
- Durée: environ 75 minutes
- Publics:
  -  France: Classé X pour pornographie le 26 novembre 1975[1],[2].

## Distribution
- Erica Gavin : Vixen
- Garth Pillsbury : Tom
- Harrison Page : Niles
- Jon Evans : Judd
- Vincene Wallace : Janet King
- Robert Aiken : Dave King
- Michael Donovan O'Donnell : O'Bannion

## Autour du film
Le film est interprété par des acteurs qui tourneront dans d'autres films de Meyer, comme Erica Gavin (qui obtint le rôle en répondant à une annonce de journal lue chez un dentiste) et Harrison Page, qui sera présent avec elle dans La Vallée des plaisirs.
Erica Gavin assura avoir eu de beaucoup plus de problèmes pour son rôle de raciste anticommuniste, plutôt que pour celui de la nymphomane et sœur incestueuse. En effet, ses parents avaient subi des persécutions pendant le maccarthysme.
En France, ce film, initialement frappé d'interdiction totale en 1974, fut classé X le 26 novembre 1975,.

## Commentaires
L'intrigue n'a pas de véritable fil rouge, si ce n'est les personnages de Vixen, Tom et Niles. On peut noter deux axes principaux dans le scénario : 
1) la sexualité débridée de Vixen, qui la pousse à se lancer dans différentes aventures, indépendamment de la morale établie; 
2) l'évolution du personnage de Niles, jeune Noir ayant fui les États-Unis  pour ne pas faire partie des contingents envoyés au Vietnam, alors en guerre. Confronté au racisme, que ce soit au Canada (en la personne de Vixen) ou aux États-Unis, Niles est déçu par le monde dit « démocratique » et va décider de changer de vie.
Le dernier quart d'heure du film, plus axé sur la comédie pure que le reste de l'œuvre (que l'on peut qualifier de « film érotique » ou de « comédie érotique »), est également plus politique. En effet, les personnages évoquent à travers leurs dialogues les contradictions de la démocratie (accusée de ne pas avoir de considération pour les individus qu'elle envoie mourir au combat), avant de mettre dos à dos les régimes communiste et démocratique.
Par ailleurs, le réalisateur apparaît dans un caméo, où il joue le rôle d'un touriste, mais il n'est pas crédité dans les titres du film.